# 1096 w literaturze
Wydarzenia literackie w 1096 roku.

## Wydarzenia
- Udokumentowana działalność Uniwersytetu w Oksfordzie

## Zmarli
- Eudoksja Makrembolitissa, pisarka bizantyjska